# Athénodorosz
Athénodorosz (3. század) ókeresztény író, Thaumaturgosz Szent Gergely testvére.
Irodalmi működéséből csupán néhány idézet és utalás maradt fenn Damaszkuszi Szent János Sacra Parallelájában, a De hebraismo című írásban.